# Mellieħa
Mellieħa (maltsky: il-Mellieħa [ɪl mɛlːɪːħɐ]) je velká vesnice v severním kraji Malty. K roku 2018 měla 11 389 obyvatel. Mellieħa je také turistické letovisko oblíbené pro své písečné pláže a přírodní prostředí.

## Etymologie
Název Mellieħa je odvozen od semitského kořene m-l-ħ , což znamená sůl. To je pravděpodobně odvozeno od starodávných punicko-římských solných pánví, které existovaly v zátoce Mellieħa. Na místě solných pánví je nyní přírodní rezervace Għadira.

## Historie

### Pravěk až středověk
Mellieħa byla poprvé osídlena kolem roku 3000 před naším letopočtem, během neolitu. Bylo nalezeno několik megalitických pozůstatků, včetně chrámu Għajna Żejtuny, stejně jako několik jeskyní a hrobek, ve kterých byly nalezeny nástroje a fragmenty keramiky.
Během římského období začali v jeskyních v okolí Mellieħy žít troglodyté. Jeskynní osady nadále existovaly během byzantské vlády, ale byly opuštěny v raném středověku.
Podle Skutků apoštolů ztroskotal na Maltě kolem roku 60 n. l. svatý Pavel, pravděpodobně v nedaleké zátoce svatého Pavla. Podle místní tradice narazil sv. Lukáš, který doprovázel sv. Pavla, na jednu z jeskyní Mellieħa a na skalní stěnu namaloval postavu Panny Marie. V roce 409 n. l. byla jeskyně vysvěcena jako kostel a nyní je známá jako svatyně Panny Marie Mellieħa.
Mellieħa byla jednou z prvních deseti maltských farností. Stále existovala v roce 1436, ale brzy poté byla opuštěna na konci 15. nebo na počátku 16. století, protože sever Malty již nebyl bezpečný kvůli nájezdům muslimských korzárů.

## Geografie
Město Mellieħa stojí na skupině kopců na severozápadním pobřeží hlavního ostrova Malta. Vlastní Mellieħa se skládá z oblastí Mellieħa Heights, Santa Maria Estate, il-Qortin, Ta 'Pennellu, Ta' Masrija a Tal-Ibraġ. Pod jurisdikci Mellieħy spadají také nedaleké vesnice Manikata a Selmun. Selmunský palác a komplex farem. Město má výhled na záliv Mellieħa, který zahrnuje záliv Għadira, největší písečnou pláž na Maltě. Na východ od města a zálivu se nachází poloostrov Selmun a ostrovy svatého Pavla leží asi 80 metrů od pobřeží. Zátoka Mistra leží poblíž Selmunu, což značí hranici mezi Mellieħou a zátokou svatého Pavla.
Velký poloostrov Marfa leží severně od Mellieħa. Zahrnuje několik malých zátok, jako je Armier Bay a Paradise Bay, stejně jako přístav Ċirkewwa, ze kterého odjíždí trajekt Gozo. Hřeben Marfa se rozprostírá přes velkou část poloostrova.

## Turismus
Mellieħa je oblíbenou turistickou destinací během letních měsíců. Je dobře známá pro své pláže, z nichž nejznámější jsou zátoka Għadira a Golden Bay. Ċirkewwa je také populární jako potápěčské místo a zahrnuje vraky MV Rozi a hlídkový člun P29.
V roce 2009 získala Mellieħa díky svým udržitelným iniciativám titul European Destination of Excellence.